# 2011–2012-es női EHF-bajnokok ligája
A 2011–2012-es női EHF-bajnokok ligája az európai női kézilabda-klubcsapatok legrangosabb tornájának 19. kiírása. A címvédő a norvég Larvik HK csapata. Magyarországról a bajnoki címvédő Győri Audi ETO KC a főtáblán kezdhetett, az ezüstérmes DVSC-Fórum Debrecennek selejteznie kellett, a csoportkörig nem jutott el.
A győztes, története során először a montenegrói Budućnost Podgorica lett, miután a döntőben idegenben lőtt több góljának köszönhetően legyőzte a Győri Audi ETO KC csapatát.

## Csapatok
Tizenkét csapat jutott közvetlenül a csoportkörbe. További húsz csapat indult a selejtezőkben, amelyekből négy jutott a csoportkörbe.
| Csoportkör                | Csoportkör               | Csoportkör                   | Csoportkör                  |
| ------------------------- | ------------------------ | ---------------------------- | --------------------------- |
| Hypo Niederösterreich     | Podravka Koprivnica      | FC Midtjylland               | Metz Handball               |
| Thüringer HC              | Győri Audi ETO KC        | Budućnost                    | Larvik HK CV                |
| Oltchim Vâlcea            | Gyinamo Volgograd        | Krim                         | Itxako Navarra              |
| Viborg HK (selejtezőből)  | Byåsen HE (selejtezőből) | Buxtehuder SV (selejtezőből) | Randers HK (selejtezőből)   |
| Selejtező torna           |                          |                              |                             |
| DVSC-Fórum Debrecen       | ŽRK Metalurg             | Tertnes HE                   | KGHM Metraco Zagłębie Lubin |
| Universitatea Cluj-Napoca | Rosztov-Don              | Elda Prestigio               | IK Sävehof                  |
| HC Veselí nad Moravou     | AC Ormi-Loux Patras      | MizuWaAi Dalfsen             | CDE Gil Eanes               |
| RK Zaječar                | HK IUVENTA Michalovce    | LC Brühl Handball            | Üsküdar BSK                 |

## Csoportkör
A csoportkörben a 16 részt vevő csapatot négy darab négycsapatos csoportra osztották. A csoporton belül a csapatok oda-visszavágós rendszerű körmérkőzést játszanak egymással. A csoportok első két helyezettjei jutottak a középdöntőbe.

### A csoport
| #  | Csapat              | M | Gy | D | V | G+  | G–  | Gk  | P  |
| -- | ------------------- | - | -- | - | - | --- | --- | --- | -- |
| 1. | Budućnost Podgorica | 6 | 5  | 0 | 1 | 172 | 149 | +23 | 10 |
| 2. | FC Midtjylland      | 6 | 4  | 0 | 2 | 146 | 127 | +19 | 8  |
| 3. | Byåsen HE           | 6 | 2  | 1 | 3 | 131 | 149 | –18 | 5  |
| 4. | Thüringer HC        | 6 | 0  | 1 | 5 | 139 | 163 | –24 | 1  |

| BUD   | FCM   | BYA   | THC   |
| ----- | ----- | ----- | ----- |
|       | 28–25 | 28–18 | 35–25 |
| 34–20 |       | 18–21 | 23–20 |
| 24–34 | 17–19 |       | 23–22 |
| 23–27 | 21–27 | 28–28 |       |

### B csoport
| #  | Csapat              | M | Gy | D | V | G+  | G–  | Gk  | P |
| -- | ------------------- | - | -- | - | - | --- | --- | --- | - |
| 1. | Larvik HK           | 6 | 4  | 0 | 2 | 161 | 138 | +23 | 8 |
| 2. | Krim                | 6 | 2  | 2 | 2 | 143 | 151 | –8  | 6 |
| 3. | Viborg HK           | 6 | 2  | 2 | 2 | 161 | 161 | 0   | 6 |
| 4. | Podravka Koprivnica | 6 | 1  | 2 | 3 | 146 | 161 | –15 | 4 |

| LAR   | VIB   | KRI   | POD   |
| ----- | ----- | ----- | ----- |
|       | 19–20 | 31–19 | 37–25 |
| 34–28 |       | 28–28 | 27–27 |
| 19–22 | 31–25 |       | 22–22 |
| 21–24 | 28–27 | 23–24 |       |

### C csoport
| #  | Csapat                | M | Gy | D | V | G+  | G–  | Gk  | P |
| -- | --------------------- | - | -- | - | - | --- | --- | --- | - |
| 1. | Győri Audi ETO KC     | 6 | 4  | 0 | 2 | 183 | 154 | +29 | 8 |
| 2. | Metz Handball         | 6 | 3  | 0 | 3 | 154 | 156 | –2  | 6 |
| 3. | Randers HK            | 6 | 3  | 0 | 3 | 163 | 170 | –7  | 6 |
| 4. | Hypo Niederösterreich | 6 | 2  | 0 | 4 | 167 | 187 | –20 | 4 |

| ETO   | MET   | RAN   | HYP   |
| ----- | ----- | ----- | ----- |
|       | 28–23 | 35–20 | 37–29 |
| 24–33 |       | 25–20 | 30–21 |
| 29–23 | 26–27 |       | 39–32 |
| 29–27 | 28–25 | 28–29 |       |

### D csoport
| #  | Csapat            | M | Gy | D | V | G+  | G–  | Gk  | P  |
| -- | ----------------- | - | -- | - | - | --- | --- | --- | -- |
| 1. | Oltchim Vâlcea    | 6 | 5  | 0 | 1 | 168 | 146 | +22 | 10 |
| 2. | Itxako Navarra    | 6 | 4  | 0 | 2 | 163 | 158 | +5  | 8  |
| 3. | Gyinamo Volgograd | 6 | 3  | 0 | 3 | 170 | 160 | +10 | 6  |
| 4. | Buxtehuder SV     | 6 | 0  | 0 | 6 | 138 | 175 | –37 | 0  |

| VAL   | ITX   | VOL   | BUX   |
| ----- | ----- | ----- | ----- |
|       | 30–22 | 31–26 | 28–22 |
| 22–25 |       | 28–26 | 32–21 |
| 34–30 | 25–27 |       | 29–23 |
| 20–24 | 31–32 | 21–30 |       |

## Középdöntő
A csoportkörből továbbjutott nyolc csapatot a középdöntőben két csoportba sorolták. A középdöntőcsoportokon belül oda-visszavágós rendszerű körmérkőzést játszottak a csapatok. A csoportok első két helyén végzett négy csapat jutott az elődöntőbe.

### 1-es csoport
| #  | Csapat            | M | Gy | D | V | G+  | G–  | Gk  | P |
| -- | ----------------- | - | -- | - | - | --- | --- | --- | - |
| 1. | Győri Audi ETO KC | 6 | 4  | 1 | 1 | 173 | 156 | +17 | 9 |
| 2. | Larvik HK         | 6 | 2  | 2 | 2 | 142 | 147 | –5  | 6 |
| 3. | Itxako Navarra    | 6 | 1  | 3 | 2 | 139 | 139 | 0   | 5 |
| 4. | FC Midtjylland    | 6 | 2  | 0 | 4 | 144 | 156 | –12 | 4 |

| ETO   | LAR   | ITX   | FCM   |
| ----- | ----- | ----- | ----- |
|       | 31–22 | 25–25 | 35–27 |
| 32–25 |       | 23–23 | 20–27 |
| 26–28 | 19–19 |       | 24–21 |
| 24–29 | 22–26 | 23–22 |       |

### 2-es csoport
| #  | Csapat              | M | Gy | D | V | G+  | G–  | Gk  | P  |
| -- | ------------------- | - | -- | - | - | --- | --- | --- | -- |
| 1. | Budućnost Podgorica | 6 | 6  | 0 | 0 | 182 | 149 | +33 | 12 |
| 2. | Oltchim Vâlcea      | 6 | 3  | 1 | 2 | 166 | 163 | +3  | 7  |
| 3. | Krim                | 6 | 2  | 0 | 4 | 147 | 161 | –14 | 4  |
| 4. | Metz Handball       | 6 | 0  | 1 | 5 | 144 | 166 | –22 | 1  |

| BUD   | VAL   | KRI   | MET   |
| ----- | ----- | ----- | ----- |
|       | 31–25 | 29–21 | 32–26 |
| 24–34 |       | 30–26 | 30–21 |
| 26–27 | 25–31 |       | 28–24 |
| 27–29 | 26–26 | 20–21 |       |

## Egyenes kieséses szakasz

### Elődöntők
A középdöntőcsoportok első helyezettje a másik csoport másodikjával találkozott az elődöntőben. A továbbjutás két mérkőzésen dőlt el.
| 1. csapat      | Össz. | 2. csapat           | 1. mérk. | 2. mérk. |
| -------------- | ----- | ------------------- | -------- | -------- |
| Larvik HK      | 33–45 | Budućnost Podgorica | 20–22    | 13–23    |
| Oltchim Vâlcea | 58–62 | Győri Audi ETO KC   | 35–31    | 23–31    |

| 2012. március. 31. 16:45 | Larvik HK    | 20–22       | Budućnost Podgorica  | Arena Larvik, Larvik Nézőszám: 2800 Játékvezetők: Badura, Ondogrecula (SVK) |
| 2012. március. 31. 16:45 | Riegelhuth 8 | (12–12)     | Bulatović, Popović 6 | Arena Larvik, Larvik Nézőszám: 2800 Játékvezetők: Badura, Ondogrecula (SVK) |
| 2012. március. 31. 16:45 | 2× 3×        | Jegyzőkönyv | 6× 3×                | Arena Larvik, Larvik Nézőszám: 2800 Játékvezetők: Badura, Ondogrecula (SVK) |

| 2012. április. 08. 19:00 | Budućnost Podgorica | 23–13       | Larvik HK | Morača Sports Center, Podgorica Nézőszám: 4500 Játékvezetők: Opava, Valek (CZE) |
| 2012. április. 08. 19:00 | Popović 7           | (10–7)      | Sulland 3 | Morača Sports Center, Podgorica Nézőszám: 4500 Játékvezetők: Opava, Valek (CZE) |
| 2012. április. 08. 19:00 | 2× 3×               | Jegyzőkönyv | 1× 3×     | Morača Sports Center, Podgorica Nézőszám: 4500 Játékvezetők: Opava, Valek (CZE) |

| 2012. április. 01. 18:00 | Oltchim Vâlcea | 35–31       | Győri Audi ETO KC | Sala Sporturilor Traian, Râmnicu Vâlcea Nézőszám: 3140 Játékvezetők: Stolarovs, Līcis (LAT) |
| 2012. április. 01. 18:00 | Curea 7        | (13–17)     | Amorim 10         | Sala Sporturilor Traian, Râmnicu Vâlcea Nézőszám: 3140 Játékvezetők: Stolarovs, Līcis (LAT) |
| 2012. április. 01. 18:00 | 4× 3×          | Jegyzőkönyv | 2× 3×             | Sala Sporturilor Traian, Râmnicu Vâlcea Nézőszám: 3140 Játékvezetők: Stolarovs, Līcis (LAT) |

| 2012. április. 07. 16:00 | Győri Audi ETO KC | 31–23       | Oltchim Vâlcea | Veszprém Aréna, Veszprém Nézőszám: 5000 Játékvezetők: Dentz, Reibel (FRA) |
| 2012. április. 07. 16:00 | Görbicz 12        | (19–12)     | öt játékos 3   | Veszprém Aréna, Veszprém Nézőszám: 5000 Játékvezetők: Dentz, Reibel (FRA) |
| 2012. április. 07. 16:00 | 6× 3×             | Jegyzőkönyv | 6× 3×          | Veszprém Aréna, Veszprém Nézőszám: 5000 Játékvezetők: Dentz, Reibel (FRA) |

### Döntő
| 1. csapat         | Össz. | 2. csapat           | 1. mérk. | 2. mérk. |
| ----------------- | ----- | ------------------- | -------- | -------- |
| Győri Audi ETO KC | 54–54 | Budućnost Podgorica | 29–27    | 25–27    |

| 2012. május. 05. 17:15 | Győri Audi ETO KC | 29–27       | Budućnost Podgorica | Veszprém Aréna, Veszprém Nézőszám: 5000 Játékvezetők: Fleisch, Rieber (GER) |
| 2012. május. 05. 17:15 | Görbicz 12        | (13–12)     | Popović 14          | Veszprém Aréna, Veszprém Nézőszám: 5000 Játékvezetők: Fleisch, Rieber (GER) |
| 2012. május. 05. 17:15 | 2× 3×             | Jegyzőkönyv | 5× 3× 1×            | Veszprém Aréna, Veszprém Nézőszám: 5000 Játékvezetők: Fleisch, Rieber (GER) |

| 2012. május. 13. 19:00 | Budućnost Podgorica | 27–25       | Győri Audi ETO KC | Morača Sports Center, Podgorica Nézőszám: 4000 Játékvezetők: Gjeding, Hansen (DEN) |
| 2012. május. 13. 19:00 | Bulatović 9         | (13–12)     | Görbicz 9         | Morača Sports Center, Podgorica Nézőszám: 4000 Játékvezetők: Gjeding, Hansen (DEN) |
| 2012. május. 13. 19:00 | 9× 3×               | Jegyzőkönyv | 3× 3×             | Morača Sports Center, Podgorica Nézőszám: 4000 Játékvezetők: Gjeding, Hansen (DEN) |

## Statisztikák

### Góllövőlista
| #  | Játékos                       | Csapat              | Gól |
| -- | ----------------------------- | ------------------- | --- |
| 1. | Görbicz Anita                 | Győri Audi ETO KC   | 133 |
| 2. | Bojana Popović                | Budućnost Podgorica | 106 |
| 3. | Katarina Bulatović            | Budućnost Podgorica | 97  |
| 4. | Alexandrina Barbosa           | Itxako Navarra      | 78  |
| 4. | Andrea Penezić                | Krim                | 78  |
| 6. | Eduarda Amorim                | Győri Audi ETO KC   | 75  |
| 7. | Heidi Løke                    | Győri Audi ETO KC   | 72  |
| 8. | Linn-Kristin Riegelhuth Koren | Larvik HK           | 69  |
| 9. | Jovanka Radičević             | Győri Audi ETO KC   | 62  |
| 9. | Linn Jørum Sulland            | Larvik HK           | 62  |

## Külső hivatkozások
- Hivatalos oldal